# Paris brûle-t-il ? (roman)
Pour les articles homonymes, voir Paris brûle-t-il ?.
Paris brûle-t-il ? est un livre de Dominique Lapierre et Larry Collins publié en 1964 chez Robert Laffont dans la collection « Ce jour-là », ayant eu un succès d'édition.
Il retrace l'histoire de la libération de Paris en 1944, en se basant sur des documents historiques. L'idée d'écrire ce livre est venue à Dominique Lapierre et Larry Collins lorsqu'ils ont lu dans un journal que Hitler avait donné l'ordre à von Choltitz de détruire Paris en 1944. Cet ouvrage a nécessité trois ans d'enquête, et plus de 3 000 protagonistes français, anglais, allemands et américains ont été interviewés.

## Adaptation cinématographique
Il a été adapté au cinéma sous le même titre Paris brûle-t-il ? par René Clément en 1966.